# Jan Urban (historik)
Jan Urban (* 22. září 1948 Praha) je český historik.

## Život
V letech 1968–1973 vystudoval historii a archivnictví na FF UK v Praze. Po absolutoriu pracoval nejdříve ve Vojenském historickém archivu (1973–1976) a poté jako redaktor časopisů Nové knihy a Výběr z nejzajímavějších knih. V letech 1985–1990 pracoval ve Státním ústavu pro rekonstrukci měst a památkových objektů, kde zpracovával historické rešerše pro stavebně historické průzkumy. Po roce 1990 se stal šéfredaktorem obnovené kulturně historické revue Dějiny a současnost. Od roku 1996 působí jako vedoucí historické redakce Nakladatelství Lidové noviny.

## Publikace
- Kresčak : 26. srpna 1346. Praha ; Litomyšl : Paseka, 2000. 86 s. ISBN 80-7185-324-0.
- Lichtenburkové : vzestupy a pády jednoho panského rodu. Praha : Nakladatelství Lidové noviny, 2003. 585 s. ISBN 80-7106-579-X.